# Шаропоїзд

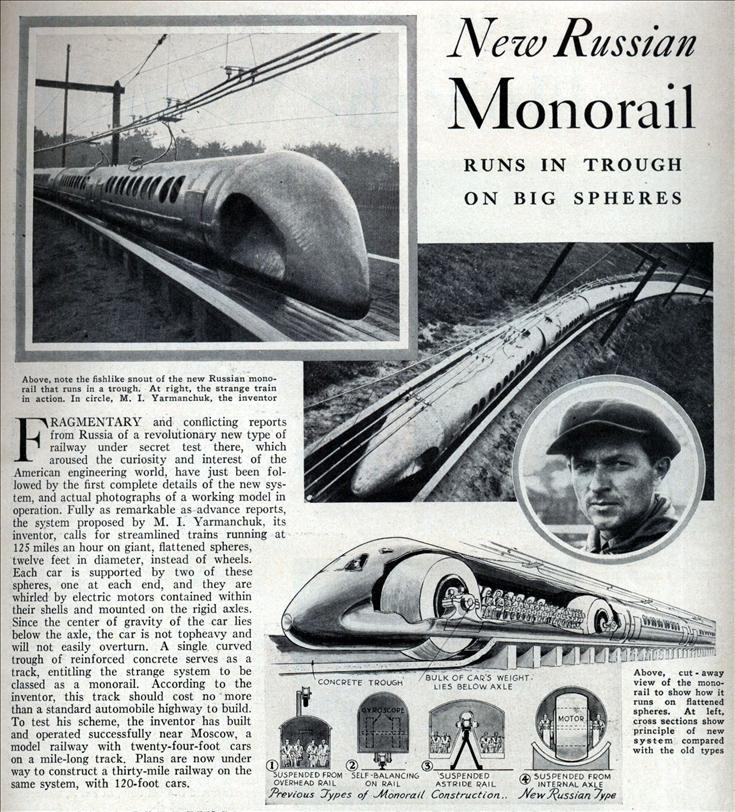

Шаропоїзд (рос. Шаропоезд) — поїзд монорейкової конструкції, створений українським інженером Миколою Ярмольчуком у 1932-1934 роках. Поїзд рухався на кулеподібних колесах із вбудованими в них електродвигунами. Двигуни розташовувались у напівкруглих жолобах під дерев'яною платформою, у повномасштабному проєкті така платформа мала бути виготовлена з бетону. Масштабна модель (1 до 5) цього поїзду, побудована для випробувань, досягала швидкості 70 км/год. Передбачалося, що повномасштабна конструкція буде досягати швидкості до 300 км/год.
На початку 1930-х років СРСР не мав достатньої виробничої бази для реалізації такого проєкту. Від проєкту лишилось кілька музейних експонатів і кадри кінохроніки.

## Історія
В березні 1931 року народний комісар шляхів сполучення Куйбишев ознайомився із тестовою установкою і вже за місяць колегія Наркомату шляхів сполучення вирішила якнайшвидше організувати виробництво дослідного вагона і шародрому. В серпні 1933 року раднарком ухвалив постанову «Про будівництво дослідної залізниці за системою Ярмольчука за напрямком Москва — Ногінськ». Однак проблеми, що мають всі монорейкові системи (ціна, складність побудови стрілок тощо), а також проблеми з обмерзанням жолоба взимку не встигли вирішити, а проєкт за кілька років закрили.

Один з винахідників згадував:
Коли я вліз до вузького вагончика, мене мучили сумніви. Здавалось, що поїзд на швидкості зіскочить з колії і обов'язково перевернеться. Нічого такого не трапилось. М'яко, трохи гойдаючись, без звичного залізничного стукоту коліс, поїзд ковтав простір. На кривих він автоматично нахилявся, тримаючи рівновагу, подібно до велосипеда.
1933 радянський журнал «Огоньок» присвятив цьому проєкту невелику статтю.

## У літературі
Письменник-фантаст Мартинов у романі «Гіанея» (1965) описував «шарекс» — шаровий експрес. Так міг би виглядати шаропоїзд у промисловій експлуатації. Основні відмінності від реального прототипу: кожен вагон «шарекса» було побудовано на кількох кулях, а естакада (жолобова дорога) не мала суцільного жолоба, натомість її було задумано як конструкцію з двох смуг, якими котилися б кулі. Живлення «шарекса» безпровідне (як і у всього вигаданого наземного транспорту у романі) за допомогою зовнішнього енергетичного поля. Швидкість на перегоні — 610 км/год.